# Легенда

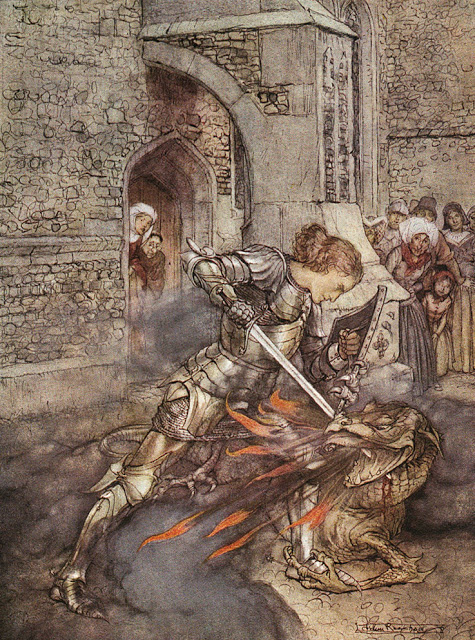
Ілюстрація до легенд про короля Артура, Артур Рекгем, 1917 р.

Леге́нда (лат. legenda — те, що слід прочитати) — жанр фольклору і літератури, прозова малосюжетна оповідь міфологічного, апокрифічного чи історико-героїчного змісту з обов'язковою спрямованістю на імовірність зображуваних подій та специфікою побудови сюжету на основі своєрідних композиційних прийомів (метаморфози, антропоморфізації предметів, явищ природи тощо). В переносному значенні легенда — вигадана чи прикрашена розповідь.

## Характерні особливості
В легенді реальні події змішані з вигаданими та релігійними. На відміну від казок, легенди зазвичай не мають традиційних початкових і прикінцевих формул, усталеного чергування подій. Лише подеколи у них є спільне з казками: початкові формули — «було це давно», «колись давно-давно». Легенда часто має етичну, моралізуючу або релігійно-філософську цінність.
Легенда може містити елементи міфу, описувати надприродних чи вигаданих істот, події, персонажів. Також, як і міф, здатна пояснювати походження певних речей і явищ. Однак, на відміну від нього, в легенді не стверджується істинність описуваних подій, а підкреслюється їхня імовірність, недостовірність оповіді. Події легенди мають порівняно невеликий, локальний масштаб на кшталт заснування міста, появи елементів ландшафту, подорожі тощо. Тоді як міф зазвичай пояснює появу дечого всесвітнього чи загальновідомого з точки зору оповідача. На відміну від фольклорної казки, в легенді фігурують конкретні місця й персонажі замість умовних. Події легенди розгортаються в історичному часі, часто повідомляються епоха або й рік, чого не буває в міфі та казці. Деякі легенди адаптуються до нових умов, їхній сюжет зберігається, але персонажам і місцям даються нові імена й деталі.

## Легенда у фольклорі
Народна легенда є невеликою прозовою оповіддю про незвичайну або ж чудесну подію, що сприймається як достовірна. Легенди дуже близькі до переказів. Чимало легенд Європи виникли на основі біблійних сюжетів.

## Легенда в літературі

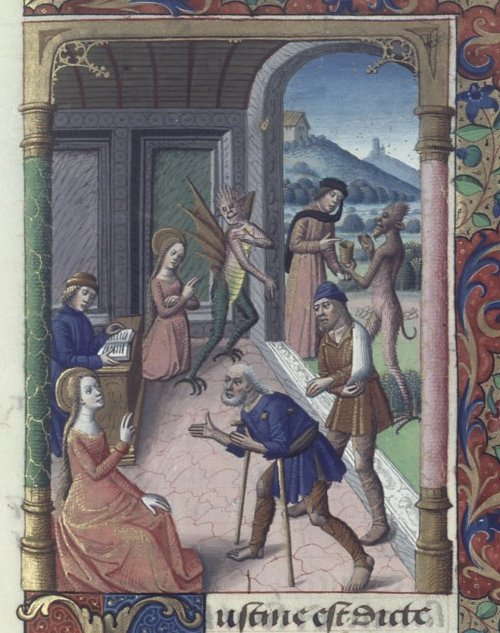
Сторінка «Legenda Aurea», XIII ст.

### Історія жанру легенди
Легенда була найпоширенішим жанром європейського середньовічного письменства (починаючи з 6 ст.), що сформувався у католицькій писемності переважно як житіє святого, написане в день його пам'яті, або як збірник повчальних оповідань про життя святих мучеників, ісповідників, святителів, преподобних, пустинників, стовпників, який називали «Патериком».
Сюжети легенд мали численні відображення в іконописі, лицарських романах та повістях. На них виросла така перлина європейської класики, як «Божествена комедія» Данте Аліґ'єрі.
У західноєвропейських країнах особливу популярність мала збірка християнських легенд в 13-14 ст. під назвою «Золота легенда» («Legenda aurea»), перекладена багатьма мовами.

### Легенда в українській літературі
В українському письменстві княжої доби одним із перекладів таких збірників легенд є «Пролог». Тоді ж виник збірник оригінальних легенд — «Києво-Печерський патерик». В Україні відомі Патерики — Синайський, Скитський, Афонський, Єрусалимський та ін. Пізніше легендами стали називати розмаїті оповіді релігійного змісту з набожним і повчальним наставленням, про святі місця, притчі про походження тварин та рослин. З таких творів упорядкували численні збірники, які перекладали різними мовами, їх сюжети передавали віршами, використовували у шкільних релігійних виставах (містеріях, міраклях, мораліте).
Легенди органічно ввійшли в усі жанри давнього українського письменства, в іконопис і малярство, в народну свідомість, відбилися у народних колядках, щедрівках, лірницьких піснях, баладах, думах, анекдотах та інших жанрах фольклору. За їх мотивами побудовані «Енеїда» Івана Котляревського, ряд творів Тараса Шевченка (поема «Марія»), І. Франка (поема «Мойсей»), роман В. Шевчука «На полі смиренному».